# Sebastián Cristóforo
Sebastián Cristóforo, vollständiger Name Sebastián Carlos Cristóforo Pepe, (* 23. August 1993 in Montevideo) ist ein uruguayischer Fußballspieler.

## Karriere

### Verein
Der 1,74 Meter große Mittelfeldakteur Cristóforo ist der jüngere Bruder des Fußballtorhüters Federico Cristóforo. Er spielte zunächst für den Club Atlético Peñarol, dessen Jugendmannschaft er bereits angehörte. Seit der Clausura 2011, in der Trainer Diego Aguirre ihn einmal im Ligaspiel gegen Central Español am 29. Mai 2011 für Nicolás Domingo einwechselte, sind dort 45 Einsätze und ein Tor in der Primera División für ihn verzeichnet. In der Copa Libertadores lief er 15 mal auf (kein Tor). Mit den Aurinegros wurde er in der Saison 2012/13 Uruguayischer Meister. Im August 2013 wechselte er zum FC Sevilla. In Sevilla unterschrieb er nach Vereinsangaben einen Fünfjahresvertrag, der eine Ausstiegsklausel mit festgeschriebener Ablösesumme in Höhe von 25 Millionen Euro enthält. Sein Debüt bei den Spaniern feierte er am 14. September 2013 in der Primera-División-Begegnung des 4. Spieltags gegen den FC Barcelona, als er von Trainer Unai Emery in die Startelf beordert und nach 69 Minuten gegen Marko Marin ausgetauscht wurde. In der Spielzeit 2013/14 absolvierte er bis zu seinem letzten Einsatz am 16. März 2014, in dem er sich das Kreuzband des linken Knies mit der Folge einer zu erwartenden rund sechsmonatigen Verletzungspause riss, zwölf Ligaspiele (kein Tor). Auch kam er siebenmal in der Europa League zum Zug, die sein Verein am Saisonende gewann. In der Spielzeit 2014/15, die sein Verein als Tabellenfünfter und auf europäischer Ebene als Sieger der Europa League beendete, wurde er nicht in der Liga eingesetzt. Während der Saison 2015/16 absolvierte er 21 Erstligaspiele (kein Tor) und sechs Partien (kein Tor) der Europa League. Erneut gewann er mit dem Team die Europa League. Ende August 2016 wechselte er auf Leihbasis nach Italien zum AC Florenz. Für die Italiener lief er bis zum Saisonende sechsmal (ein Tor) in der Europa League, zweimal (kein Tor) in der Coppa Italia und in 19 Partien (kein Tor) der Serie A auf.

### Nationalmannschaft
Cristóforo debütierte am 25. April 2012 unter Trainer Óscar Tabárez beim 0:0-Unentschieden gegen Ägypten in der uruguayischen Olympia-Nationalmannschaft (U-23). Dies blieb sein einziges Spiel in dieser Auswahlmannschaft. In der U-20-Nationalmannschaft kam er sodann unter Trainer Juan Verzeri erstmals am 6. Juni 2012 in der mit 4:2 gewonnenen Partie gegen die USA zum Einsatz. Cristóforo gehörte dem Aufgebot der uruguayischen U-20-Auswahl bei der U-20-Fußball-Südamerikameisterschaft 2013 in Argentinien an und bestritt während des Turniers acht Partien. Im Juli 2013 wurde er sodann bei der U-20-Fußball-Weltmeisterschaft 2013 in der Türkei Vize-Weltmeister mit Uruguay. Cristóforo wurde in allen sieben Spielen seiner Mannschaft eingesetzt. Bislang (Stand: 5. Juli 2013) absolvierte er 28 Länderspiele in dieser Altersklasse.

### Erfolge
- U-20-Vize-Weltmeister: 2013
- Europa League: 2013/14, 2014/15, 2015/16
- Uruguayischer Meister: 2012/13